# Cruce fronterizo de Taba
El Cruce fronterizo de Taba (en árabe: معبر طابا; en hebreo: מעבר טאבה) es un cruce de la frontera internacional entre Taba, Egipto, y Eilat, Israel.

## Historia
Inaugurado el 26 de abril de 1982 en la actualidad es el único punto de entrada / salida entre los dos países que maneja turistas. El sitio está en la parte inferior del Monte Tallul y estaba cerca del Hotel Sonesta Hotel cerrado debido a la entrega del Sinaí al control egipcio a cambio de la normalización de las relaciones con Israel. Bajo los términos del acuerdo, los israelíes tienen derecho de visitar la costa del mar Rojo de Taba a Sharm el -Sheikh y el Monasterio de Santa Catalina con visado para recorridos de hasta catorce días. En 1999 , esta terminal manejó una cantidad récord de 1.038.828 turistas y 89.422 vehículos.
El paso está abierto las 24 horas del día, todos los días del año a excepción de los días de fiesta de Eid ul- Adha y Yom Kipur.